# Manat azerbaïdjanais
Pour les articles homonymes, voir Manat (homonymie).
Le manat est la monnaie de la République d’Azerbaïdjan. Il est subdivisé en 100 gepik (en azéri – qəpik). Le code de manat est AZN. Le mot manat est emprunté au mot russe Монета "moneta" (pièce de monnaie) qui se prononce comme "maneta" et est un mot emprunté au latin.
Le manat désigne plusieurs monnaies ayant eu cours en Azerbaïdjan :
- le premier manat, en usage de 1919 à 1923 (alors en République démocratique d'Azerbaïdjan puis République socialiste soviétique d'Azerbaïdjan) ;
- le deuxième manat, en usage de 1992 à 2005 ;
- le troisième manat, en usage depuis 2006 (AZN). Son cours oscille autour de 0,5 euro.

En octobre 2020, la Banque centrale d'Azerbaïdjan a annoncé l'émission de billets avec un design mis à jour en coupures de 1, 5 et 50 manats à partir du 1er janvier 2021.

## Histoire

### Premier manat
La République démocratique d'Azerbaïdjan et son successeur la République socialiste soviétique d'Azerbaïdjan ont émis leur propre monnaie entre 1919 et 1923. Le manat a remplacé le premier rouble transcaucasien au taux de 1 pour 1 et a été remplacé par le deuxième rouble transcaucasien après que l'Azerbaïdjan est devenu une partie de la République socialiste fédérale soviétique de Transcaucasie. La monnaie a été appelée le manat.
La République démocratique a émis des coupures de 25, 50, 100, 250 et 500 manats, tandis que la République socialiste soviétique a émis des coupures en coupures de 5, 100, 1 000, 5 000, 10 000, 25 000, 50 000, 100 000, 250 000, 1 million et 5 millions de manats.

### Deuxième manat
Le second manat a été introduit le 15 août 1992.
Les pièces ont été émises en coupures de 5, 10, 20 et 50 gapique, datées de 1992 et 1993. Bien que le laiton et le cupro-nickel aient été utilisés pour certains des problèmes de 1992, les numéros ultérieurs étaient tous en aluminium. Ces pièces étaient rarement utilisées en circulation.
Les billets suivants ont été émis pour cette devise :
- 1, 5, 10, 250 manats - le 15 août 1992
- 50, 100, 500, 1000 manats - en 1993
- 10 000 manats - en 1994
- 50 000 manats - en 1996

Les billets de banque avec des dénominations de 1 à 250 manats représentaient la Tour de la Vierge de Bakou.

### Troisième manat
Le 1er janvier 2006, un nouveau manat a été introduit pour une valeur de 5 000 anciens manats. Depuis le 1er octobre 2005, les prix ont été indiqués tant dans le nouveau manat que dans le vieux manat pour faciliter la transition. Son code est ISO 4217 AZN. Les pièces libellées en gapique, qui n'avaient pas été utilisées à partir de 1993 en raison de l'inflation, ont été réintroduites avec la nouvelle dénomination. L'ancien manat est resté valable jusqu'au 31 décembre 2006. Son code est ISO 4217 AZN,.
Les nouveaux billets et pièces ont été réalisés par Robert Kalina, un des dessinateurs de l'euro.
Depuis le 1er janvier 2006, la monnaie en circulation est divisée ainsi:
- Pièces de 1, 3, 5, 10, 20 et 50 qepiks (la dernière est bimétallique comme la pièce de 2 €).
- Billets de 1, 5, 10, 20, 50, 100 et 200 manats

## Pièces du (nouveau) manat (2006)
| Image | Valeur nominale | Diamètre (mm) | Épaisseur (mm) | Masse (g) |
|       | 1               | 16,25         | 1,9            | 2,8       |
|       | 3               | 18            | 2,15           | 3,45      |
|       | 5               | 19,75         | 2,2            | 4,85      |
|       | 10              | 22,25         | 1,95           | 5,25      |
|       | 20              | 24,25         | 2,1            | 6,6       |
|       | 50              | 25,5          | 2,2            | 7,7       |

## Billets du (nouveau) manat (2006)
| İmage | İmage | Valeur nominale                       | Tailles (mm) | Année |
|       |       | 1                                     | 120×70       | 2005  |
|       |       | 5                                     | 127×70       | 2005  |
|       |       | 10                                    | 134×70       | 2005  |
|       |       | 20                                    | 141×70       | 2005  |
|       |       | 50                                    | 148×70       | 2005  |
|       |       | 100                                   | 155×70       | 2005  |
|       |       | 200                                   | 160×70       | 2018  |
|       |       | 500 (Billets de banque commémoratifs) | 165×70       | 2021  |

## Mise à jour du design des billets
En février 2022, le billet de 20 manats a été émis avec un nouveau design sur le thème de Karabakh.